# Hidalgo maidiena
Hidalgo maidiena är en fjärilsart som beskrevs av Dyar 1913. Hidalgo maidiena ingår i släktet Hidalgo och familjen mätare. Inga underarter finns listade i Catalogue of Life.